# Helicoprion
Helicoprion és un gènere extint de peixos cartilaginosos de l'ordre Eugeneodontiformes que va sorgir per primera vegada en els oceans del Carbonífer superior (fa uns 280 milions d'anys) i va sobreviure a l'extinció massiva del Permià-Triàsic, extingint-se finalment en el Triàsic superior, fa uns 225 milions d'anys.
Les úniques restes fòssils coneguts eren les dents, ordenades en una espiral que recorda molt una serra circular. No va ser fins al descobriment del crani d'una espècie propera Ornithoprion, que hom va adonar-se que l'espiral de dents estava situada a la mandíbula inferior. Aquesta representava totes les dents produïdes per aquest individu en la mandíbula inferior, en la qual les dents més velles i petiets eren desplaçades al centre de l'espiral a mesura que n'anaven apareixent de noves i més grosses. En comparar-lo amb altres eugeneodòntides es pensa que Helicoprion va poder assolir una talla d'uns 10 metres de llarg.